# Klara Semb
Klara Semb (ur. 17 października 1884 w Kristianii, zm. 16 października 1970) – badaczka norweskiego folkloru, choreografka, instruktorka tańca ludowego.

## Życiorys
Urodziła się Kristianii jako córka szewca Ole H. Semba (1858–1908) i Amalie Jansen (1861–1953), imigrantów z Hedmark i Østfold. Nie wyszła za mąż.
Od 1902 uczyła się tańca ludowego pod okiem Huldy Garborg. Po ukończeniu szkoły handlowej zaczęła pracę w bibliotece, ale zrezygnowała z niej w 1905, by podróżować po okolicy i prowadzić kursy tańca oraz śpiewu. Była członkinią Det Norske Spellaget, amatorskiej grupy organizującej występy teatralne, prowadzonej przez Garborg, oraz redakcji gazety „Den 17de Mai”, założonej przez Arne Garborga. Później była związana z Det Norske Teatret jako aktorka. Z pracy dziennikarki zrezygnowała w 1914, by w pełni poświęcić się norweskim tańcom ludowym.
W latach 1909–1916 badała i dokumentowała stare pieśni ludowe. W 1911 dzięki stypendium naukowemu odwiedziła Wyspy Owcze, gdzie badała miejscowe tradycje taneczne. Prowadziła kursy tańca ludowego w towarzystwie kulturalnym Noregs Ungdomslag. Dokumentowała różnice regionalne w strojach tradycyjnych (bunad), dbała o powrót do tradycyjnych wzorów stroju. Kontynuowała prace Huldy Garborg, choć prezentowała inne podejście – była zwolenniczką upowszechniania oryginalnych tradycji (zarówno w muzyce, jak i strojach ludowych), a Garborg stawiała na modernizację i adaptację nowych wzorców. Semb przez wiele lat działała w Radzie Narodowej ds. Strojów narodowych.
Pisała książki i śpiewniki, m.in. Atten norske folkedansar (Osiemnaście norweskich tańców ludowych) z aranżacją na fortepian autorstwa Carstena Carlsena (1917), Norske Folkeviser (1920), instruktaż tańca ludowego (1921) powstały po 3 latach badań w USA oraz 4 tomy publikacji o norweskich tańcach ludowych (Norske folkedansar) wydanych między 1922 a 1958. Opublikowała też książkę dla dzieci Danse, danse dokka mi (1958), za którą dostała nagrodę Ministerstwa Kościoła i Edukacji dla dzieci. Zbierała też informacje o grach i zabawach dzieci i młodzieży.
Była członkinią honorową Norweskiego Stowarzyszenia Młodzieży.
Została wyróżniona Krzyżem I klasy Orderu św. Olafa (1954).